# Marstallstraße 18

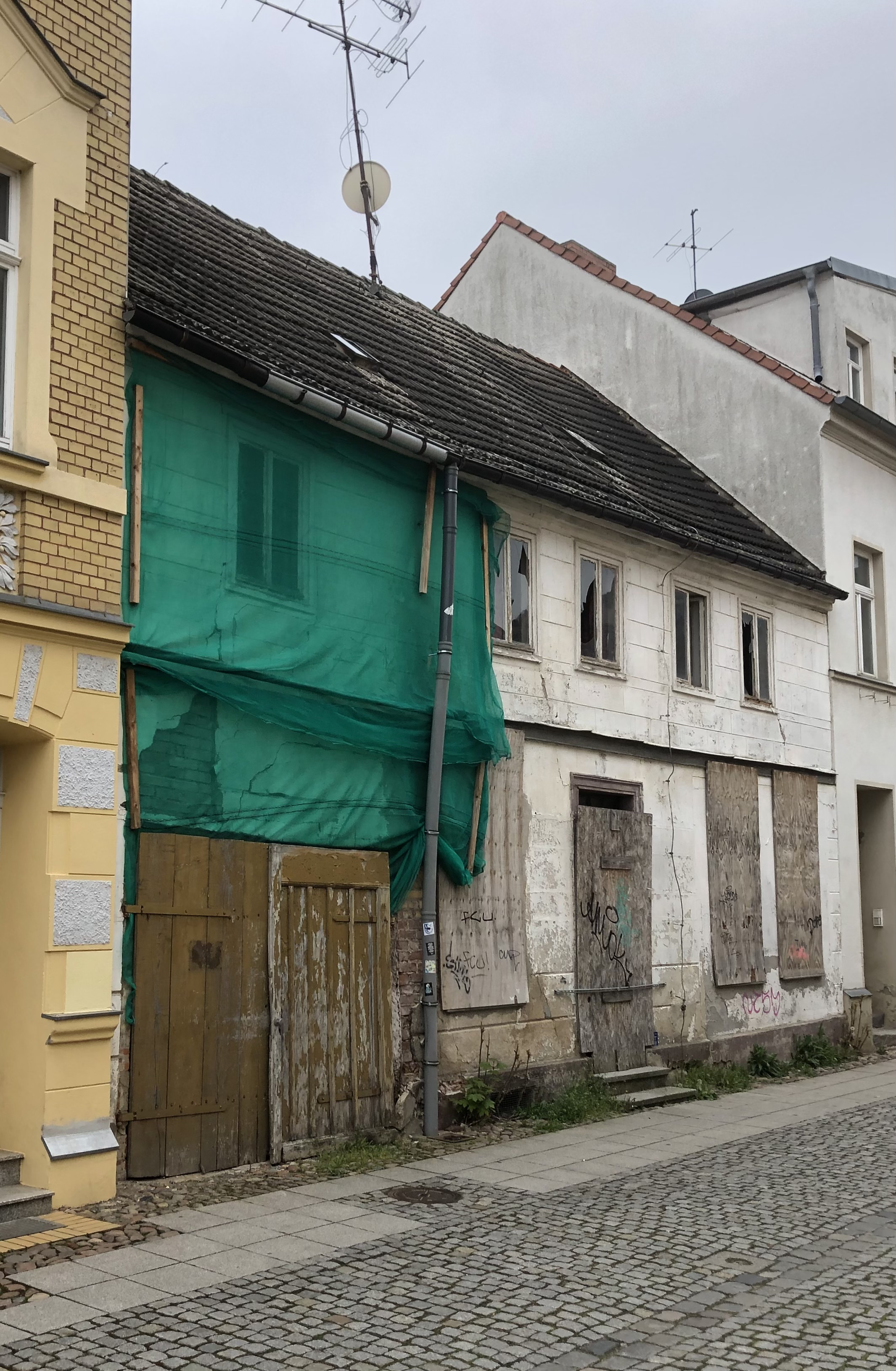
Haus Marstallstraße 18

Die Marstallstraße 18 ist ein denkmalgeschütztes Wohnhaus in der Lutherstadt Wittenberg in Sachsen-Anhalt.

## Lage
Das Gebäude befindet sich in der Altstadt Wittenbergs auf der Ostseite der Marstallstraße.

## Architektur und Geschichte
Das zweigeschossige Fachwerkhaus entstand in der Mitte des 19. Jahrhunderts als Handwerkerhaus. Das Untergeschoss ist in massiver Bauweise ausgeführt. Die schlichte gestaltete Fassade ist verputzt und mit einer Quaderung versehen.
Im Denkmalverzeichnis des Landes Sachsen-Anhalt ist das Wohnhaus unter der Erfassungsnummer 094 35968 als Baudenkmal verzeichnet.
Das Gebäude gilt als wichtiges Zeugnis der Bebauung der Marstallstraße vor der Gründerzeit und zeigt in seiner kleinbürgerlich-ländlichen Bauweise den Unterschied zu den nahen Hauptstraßen Wittenbergs.
Derzeit (Stand 2023) steht das Haus leer und ist sanierungsbedürftig.